# Tamsen Maritim
Die Tamsen Maritim GmbH ist eine deutsche Schiffswerft mit Sitz in Rostock, Ortsteil Gehlsdorf, an der Warnow. Sie ist im Reparatur- und Neubaugeschäft (im Wesentlichen Behördenschiffe und Seenotrettungsboote) aktiv. Für die Produktion großer Bauteile aus Kunststoff und den Formenbau verfügt die Werft über die größte 5-Achs-CNC-Fräse Europas.

## Geschichte
1994 fusionierten Teile der Neptun Industrie Rostock mit Abeking & Rasmussen und bildeten zusammen die neue A&R Neptun Boat Service GmbH. In den folgenden Jahren wurden Reparatur- und Instandhaltungsarbeiten an über 600 Schiffen, vor allem für die deutsche Marine und deutsche Behörden, ausgeführt. Ziel der ersten Erweiterungsphase bis Ende 1996 war es, den Standort zu einer modernen Kompaktwerft auszubauen, einschließlich des Baus eines Hebewerks mit einer Tragfähigkeit von bis zu 1.500 Tonnen. In der zweiten Erweiterungsphase von 2003 bis 2006 wurden die Produktionshallenflächen durch den Bau von vier weiteren Werfthallen auf 10.000 m² erweitert. Die Gesamtfläche beträgt dadurch 50.000 m² und hält zusätzlich 70.000 m² Erweiterungsfläche vor. Im Rahmen dieser Ausbaustufe wurde das größte 5-Achs-CNC-Fräsenzentrum in Europa errichtet. Für den Bau großer Bauteile aus Kunststoff und den Formenbau für Yachten entstanden zwei unabhängig voneinander arbeitende Fräsportale für die Bearbeitung von Bauteilen von bis zu 73 m × 14 m × 7 m. Im Oktober 2009 übernahm der Hamburger Unternehmer Heiner Tamsen die Werft, die jetzt als Tamsen Maritim firmiert. 2012 fertigte sie außerdem den Gorch-Fock-Übungsmast für die Marineschule Mürwik.
Derzeit beschäftigt die Werft über 140 Mitarbeiter und unterhält eine eigene Abteilung für Konstruktion und Design. Neben der Wartung und Reparatur von Marine- und Behördenschiffen bildet die Werft einen Service-Standort für Versorgungsschiffe der Offshore-Windparks. Der technische Standard ermöglicht einen genauen Formenbau für große Bauteile, wie sie bei der Herstellung von Rotorblättern für die Windenergieanlagen zum Einsatz kommen.